# Willa Ford
Amanda Lee Williford-Modano (Florida, 22 de enero de 1981) es una cantante y actriz estadounidense.

## Vida personal
Amanda Lee Williford nació en Florida el 22 de enero de 1981. Ya desde pequeña soñaba en seguir una carrera en la música. Willa Ford consiguió ese sueño, 20 años después, gracias a su tema "I Wanna Be Bad".
A los 11 años Willa Ford comenzó su carrera con el grupo infantil Entertainment Revue. A los 15, salió del grupo para perseguir nuevos desafíos. Se mudó a Los Angeles y en 1999 consiguió un contrato con Lava/Atlantic.

## Discografía

### Álbumes
| Título         | Detalles de álbumes                                                                | Picos |
| Título         | Detalles de álbumes                                                                | US    |
| -------------- | ---------------------------------------------------------------------------------- | ----- |
| Willa Was Here | - Lanzado 17 de julio de 2001 - Discográfica: Lava - Formato: CD, digital download | 56    |

### Simples
| Año  | Título                                | Posiciones máximas en el chart | Posiciones máximas en el chart | Posiciones máximas en el chart | Posiciones máximas en el chart | Posiciones máximas en el chart | Posiciones máximas en el chart | Álbum              |
| Año  | Título                                | US Dance                       | US                             | US Sales                       | US Pop                         | US Top 40                      | US R&R                         | Álbum              |
| ---- | ------------------------------------- | ------------------------------ | ------------------------------ | ------------------------------ | ------------------------------ | ------------------------------ | ------------------------------ | ------------------ |
| 2001 | "I Wanna Be Bad"                      | 4                              | 22                             | 6                              | 11                             | 19                             | 11                             | Willa Was Here     |
| 2001 | "Did Ya' Understand That"             | —                              | —                              | —                              | —                              | —                              | —                              | Willa Was Here     |
| 2001 | "Santa Baby (Gimme, Gimme, Gimme)"    | —                              | —                              | —                              | —                              | —                              | —                              | MTV: TRL Christmas |
| 2003 | "A Toast to Men" (featuring Lady May) | 11                             | —                              | 45                             | —                              | —                              | 46                             |                    |
| 2004 | "Sexy Sex Obsessive"                  | —                              | —                              | —                              | —                              | —                              | —                              |                    |

## Filmografía
| Título                      | Año  | Papel             | Notas                  |
| Impulse                     | 2008 | Claire Dennison   |                        |
| The Anna Nicole Smith Story | 2008 | Anna Nicole Smith | Protagonista principal |
| Viernes 13                  | 2009 | Chelsea           |                        |
| The Nurse                   | 2014 | Lynette           |                        |
| Any Day                     | 2015 | Cherry            |                        |